# Dragutin Vrđuka
Dragutin Vrđuka, né le 3 avril 1895 à Zagreb (en Croatie, alors en Autriche-Hongrie) et mort le 23 janvier 1948 à Zagreb, est un footballeur croate, international yougoslave. Il évolue comme gardien de but.

## Biographie
Gardien de but du HŠK Građanski de Zagreb, l'un des principaux clubs de Croatie, Vrđuka est le premier gardien de but de l'équipe de Yougoslavie, avec laquelle il participe aux Jeux olympiques de 1920 (au cours desquels il se montre « brillant » face à la Tchécoslovaquie, malgré la sévérité du score final, et l’Égypte) et 1924. Il compte au total sept sélections.
Il meurt le 23 janvier 1948 de la tuberculose.